# Si tu n'étais plus là
Singles de Sheryfa Luna
Comme avant
(2008) Ce qu'ils aiment
(2008)
Si tu n'étais plus là est une chanson de la chanteuse RnB Sheryfa Luna extrait de son second album studio, Vénus sorti en 2008. Le morceau est sorti en tant que premier single de l'album le 27 octobre 2008. Il se classe à la 3e place en France et se vend à 65 000 exemplaires[réf. nécessaire].

## Classement hebdomadaire
| Classement (2008)               | Meilleure position |
| ------------------------------- | ------------------ |
| Belgique (Wallonie Ultratop 40) | 30                 |
| France (SNEP)                   | 3                  |